# هوپ هالیدی
هوپ هالیدی (انگلیسی: Hope Holiday) بازیگر و تهیه‌کننده فیلم اهل ایالات متحده آمریکا بود.
از فیلم‌ها یا برنامه‌های تلویزیونی که وی در آن نقش داشته‌است می‌توان به راندرز، آپارتمان، ایرما خوشگله، و شیفته زن‌ها اشاره کرد.